# Ludvík Vaněk
Ludvík Vaněk (14. října 1860 Praha – 11. listopadu 1926 Praha) byl český a československý, právník, politik a poslanec Revolučního národního shromáždění za Českou státoprávní demokracii, respektive z ní vzniklou Československou národní demokracii. Několik let rovněž působil jako první náměstek pražského primátora.

## Biografie
Narodil se 14. října 1860 v rodině podučitele Ludvíka Vaňka. Již během gymnaziálních studií se sblížil s Karlem Kramářem, později byli spolužáky i při studiu práv.
Po právnických studiích, které absolvoval v roce 1885 přijal zaměstnání v zemském výboru. Tam působil v železničním oddělení, které mimo jiné schvalovalo státní záruky za nově budované místní dráhy, a brzy se zde vypracoval na sekčního šéfa. Byl rovněž vedoucím předkladatelské komise sněmu království českého a jako ústavní expert se účastnil jednání o česko-německém dorozumění.
V letech 1918–1920 zasedal v Revolučním národním shromáždění. V rámci meziparlamentní komise se účastnil jednání v Anglii a Španělsku. Jako vrchní zemský rada rovněž protestoval proti zrušení historických zemí a zavedení žup.
Věnoval se i záležitostem obecní samosprávy. Po skončení poslaneckého mandátu se stal prvním náměstkem předsedy Ústřední správní komise a později prvním náměstkem pražského primátora. Byl předsedou kulturní a pozemkové komise, ale zabýval se i řadou dalších agend. Účastnil se mezinárodních jednání. Například 30. září 1925 předsedal plenární schůzi mezinárodního svazu měst v pařížském Grand Palais a 3. října téhož roku zastupoval Prahu při odhalení pomníku Ernesta Denise v Nîmes, přičemž společně s nepřítomným primátorem Baxou získal čestné občanství tohoto města.
Byl oblíbený a uznávaný pro své hluboké právnické a jazykové znalosti (angličtina, francouzština) a taktní, smířlivé vystupování.
Zemřel náhle 11. listopadu 1926 na infarkt myokardu při sledování opery Vojcek v Národním divadle. Pohřben byl 16. listopadu na Vyšehradě.

## Rodina
V roce 1896 se oženil s dcerou ředitele banky Slavie Karla Petra Kheila, Zdeňkou. Jeho syny jsou JUDr. Ludvík Vaněk ml. a JUDr. Karel Vaněk.